# پرهیاهوتر از بمب (فیلم)
«پرهیاهوتر از بمب‌ها» (انگلیسی: Louder Than Bombs (film)) یک فیلم است که در سال ۲۰۱۵ منتشر شد.